# Rubén Menini
Pour les articles homonymes, voir Menini.
Rubén Francisco Menini, né le 20 février 1924 à Buenos Aires et mort le 12 avril 2020,, est un joueur argentin de basket-ball.

## Palmarès
- Champion du monde 1950
- Finaliste des Jeux panaméricains de 1951
- Vainqueur du championnat d'Amérique du Sud 1947